# CARトップ
CARトップ（カートップ）とは、交通タイムス社が毎月26日に発行する自動車情報誌である。1968年創刊。2006年に通巻600号を、2018年に創刊50周年を迎えた。
特色として、競合他誌よりスポーツに振った記事が多いことが挙げられる。たとえば「筑波テスト」と称して筑波サーキットを借り切って新車の運動性能などをテストする企画は不定期ながら名物となっている。また、長距離ツーリング企画等も比較的多い。
2016年1月号より電子書籍の配信も開始された（ただし、1月号より配信されたのは一部の書店のみで、他の書店は2月号から）。

## 主なコーナー
- おっさんずカーライフ研究所 - 清水草一とレースクイーンでモデルの林紗久羅によるコラム。毎回違ったクルマについて所長役の清水が秘書役の林に紹介。最後に秘書が採点する、という形式で綴られている。
- ガンさんのDPQ - 黒沢元治が月ごとに違う車でのドライビングプレジャーについて語る。タイトルは変わりつつも、連載10年以上に及ぶ名コーナー。
- 自動車変態列伝 - 全国各地にいる変わったクルマを愛するマニアを紹介するコーナー。フェルディナント・ヤマグチがインタビュアーとして登場、寄稿している。
- EVよもやま話 - 山本晋也 (自動車評論家)によるEVに関するコラム。インフラやテクノロジーなど、氏の知識をフルに発揮したコーナー。
- 峠讃歌 - 土屋圭市によるコラム。土屋らしく当然走りに関する内容が多く、時にはサーキットでロケをすることもある。
- クルマはドラマーチックだ！ - TUBEの松本玲二によるクルマの使い勝手や走りに関するレビュー。「ミュージックシーン最速」をキャッチフレーズとしているだけあって走りに振った内容が多い。
- CARコラ！ - 国沢光宏、飯田裕子、まるも亜希子、桃田健史、今井優杏、小鮒康一、伊藤梓、島下泰久の8名がクルマにまつわる時事ネタに感する話題や、独自の視点で綴ったコラムのコーナー。
- YUJI MOTORS - タレントのユージが様々なジャンルのクルマに試乗して使い勝手や走りをレビューする。
- YYの乗りもの万歳！ - 吉田由美が乗用車のみならず様々な乗りものの魅力を伝えるコーナー。
- リーダーズスクエア - 通称「リースク」。読者からのハガキやメールに編集者が応える。
- PRESS ROOM - タイヤ等の自動車パーツや、ゲーム、オーディオ、各イベントを紹介するコーナー。カラー。
- MT女子はじめました！ - ViVi (雑誌)専属モデルの古畑星夏が様々なMT車に試乗してレビューする。まるも亜希子との対談形式。
- 気になるクルマ定点観測 - モータージャーナリスト兼YouTuberの五味康隆が気になるクルマの使い勝手や燃費などをチェックする。
- 世界の自動車博物館完全制覇計画 - ライターの原田了が訪れた世界中の自動車博物館を写真と共に紹介する。
- 名車グラフィティ - 往年の傑作車に乗る素敵なユーザーを紹介している。
- Cover Girl - 表紙の女の子の紹介ページ。

### 過去のコーナー
- じどうしゃ男塾 - MJブロンディ（清水草一）と阪本麻美が「男らしいクルマ」を考察する。
- CTアミーゴ - CT読者のもとを、国沢光宏などが訪問する。
- CT SCOPE! - 一枚の写真で自動車における社会現象を紹介する。
- 座右の車 - 清水草一が心に残る名車を紹介していく。

## 主な執筆者陣

### 現在の編集者
- 三澤正充(編集長)
- 戸塚正人
- 田中龍
- 鈴村朋己
- 萩野将人

### 現在の主な寄稿者
- 清水和夫
- 国沢光宏
- 中谷明彦
- 木下隆之
- 藤島知子
- 黒澤元治

## 競合する雑誌
- ベストカー
- ホリデーオート
- 月刊自家用車